# 나원초등학교
나원초등학교는 대한민국 경상북도 경주시에 있는 공립 초등학교이다.

## 학교 연혁
- 1945년 9월 1일 : 현곡국민학교 나원분교장 설립
- 1949년 10월 1일 : 나원국민학교 인가 및 개교
- 2008년 3월 1일 : 금장초등학교 개교와 함께 분리 이관

## 참고 자료
- 나원초등학교 - 한국교육학술정보원 학교알리미